# Mount Cahill
Mount Cahill är ett berg i Antarktis. Det ligger i Västantarktis. Argentina, Chile och Storbritannien gör anspråk på området. Toppen på Mount Cahill är 1 755 meter över havet.
Terrängen runt Mount Cahill är huvudsakligen platt. Mount Cahill är den högsta punkten i trakten. Trakten är obefolkad. Det finns inga samhällen i närheten.